# Blair Brown
Blair Brown (Washington, 1946. április 23. –) Tony-díjas amerikai színház-, film- és sorozatszínésznő. Rengeteg főszerepet játszott, ilyen például a Tony-díjat is érdemelt munkája a Copenhagen c. darabban a Broadway-n. Egyik legismertebb szerepe a legutóbb alakított Nina Sharp, A rejtély c. amerikai sci-fi filmsorozatban.

## Életút
1946-ban született Washingtonban Elizabeth Ann és Milton Henry Brown lányaként. Színészi tanulmányait 1969-ben fejezte be a Kanadai Nemzeti Színészakadémián. Brown-nak kapcsolata volt a szintén színész Richard Jordannel egy filmforgatás alatt 1976-ban. 1976 és 1985 között együtt is éltek, valamint született egy fiuk is, Robert Anson Jordan III, 1983-ban.

## Fordítás
Ez a szócikk részben vagy egészben  a   Blair Brown című angol Wikipédia-szócikk ezen változatának fordításán alapul.  Az eredeti cikk szerkesztőit annak laptörténete sorolja fel. Ez a jelzés csupán a megfogalmazás eredetét és a szerzői jogokat jelzi, nem szolgál a cikkben szereplő információk forrásmegjelöléseként.

## További információ
- Blair Brown a PORT.hu-n (magyarul)
- Blair Brown az Internetes Szinkronadatbázisban (magyarul)
- Blair Brown az Internet Movie Database-ben (angolul)
- Blair Brown a Rotten Tomatoeson (angolul)